# Печиці (Брежице)
Печиці (словен. Pečice) — поселення в общині Брежиці, Споднєпосавський регіон, Словенія. Висота над рівнем моря: 421 м.